# Sexbutik
Sexbutik är en butik där varor med anknytning till människans sexualitet kan köpas. Den kan antingen vara inriktad på pornografi (kallas då ofta porrbutik) eller på sexleksaker eller andra sexuella hjälpmedel. En sex- eller porrbutik kan också vara sammankopplad med bioverksamhet eller striptease.
Bland sortimentet med sexleksaker inkluderas vibratorer, dildoar, lösvaginor, penisringar, vaginalkulor (knipkulor), analkulor, massageoljor, sensuella kläder, ansiktsmasker, skämtartiklar, sexdockor, kondomer och glidmedel.
På senare år har försäljningen av pornografi allt mer flyttat ut på Internet. Detta har lett till att många tidigare porrbutiker ändrat inriktning, för att koncentrera sig på sexleksaker och liknande sexuella hjälpmedel.